# Herrarnas 61 kg i tyngdlyftning vid olympiska sommarspelen 2024
Herrarnas tyngdlyftning i 61-kilosklassen vid olympiska sommarspelen 2024 hölls den 7 augusti 2024 i Paris Expo Porte de Versailles i Paris i Frankrike.

## Rekord
Innan tävlingens start gällde följande rekord.
| Världsrekord     | Ryck   | Li Fabin (CHN)       | 146 kg | Phuket, Thailand  | 2 april 2024      |  |
| Världsrekord     | Stöt   | Hampton Morris (USA) | 176 kg | Phuket, Thailand  | 2 april 2024      |  |
| Världsrekord     | Totalt | Li Fabin (CHN)       | 318 kg | Pattaya, Thailand | 19 september 2019 |  |
|                  |        |                      |        |                   |                   |  |
| Olympiska rekord | Ryck   | Olympisk standard    | 142 kg | —                 | —                 |  |
| Olympiska rekord | Stöt   | Li Fabin (CHN)       | 172 kg | Tokyo, Japan      | 25 juli 2021      |  |
| Olympiska rekord | Totalt | Li Fabin (CHN)       | 313 kg | Tokyo, Japan      | 25 juli 2021      |  |

Följande nya rekord noterades under tävlingen:
| Gren | Idrottare      | Rekord | Typ av rekord |
| ---- | -------------- | ------ | ------------- |
| Ryck | Li Fabin (CHN) | 143 kg | 0OR0          |

## Resultat
| Placering | Idrottare           | Nation           | Ryck (kg) | Ryck (kg) | Ryck (kg) | Ryck (kg) | Stöt (kg) | Stöt (kg) | Stöt (kg) | Stöt (kg) | Totalt |
| Placering | Idrottare           | Nation           | 1         | 2         | 3         | Resultat  | 1         | 2         | 3         | Resultat  | Totalt |
| --------- | ------------------- | ---------------- | --------- | --------- | --------- | --------- | --------- | --------- | --------- | --------- | ------ |
| 1         | Li Fabin            | Kina             | 137       | 140       | 143       | 143 0OR0  | 167       | 167       | 172       | 167       | 310    |
| 2         | Theerapong Silachai | Thailand         | 127       | 130       | 132       | 132       | 167       | 169       | 171       | 171       | 303    |
| 3         | Hampton Morris      | USA              | 122       | 125       | 126       | 126       | 168       | 172       | 178       | 172       | 298    |
| 4         | Aniq Kasdan         | Malaysia         | 126       | 130       | 130       | 130       | 167       | 174       | 174       | 167       | 297    |
| 5         | Morea Baru          | Papua Nya Guinea | 118       | 122       | 122       | 118       | 150       | 157       | 161       | 161       | 279    |
| 6         | Sjota Misjvelidze   | Georgien         | 114       | 121       | 128       | 121       | 125       | 135       | 150       | 135       | 256    |
| 7         | Kaimauri Erati      | Kiribati         | 95        | 100       | 100       | 100       | 120       | 120       | 124       | 120       | 220    |
| —         | Eko Yuli Irawan     | Indonesien       | 135       | 135       | 139       | 135       | 162       | 162       | 165       | —         | 0DNF0  |
| —         | Ivan Dimov          | Bulgarien        | 134       | 134       | 135       | —         | —         | —         | —         | —         | 0DNF0  |
| —         | Sergio Massidda     | Italien          | 132       | 134       | 134       | —         | —         | —         | —         | —         | 0DNF0  |
| —         | Trịnh Văn Vinh      | Vietnam          | 128       | 128       | 128       | —         | —         | —         | —         | —         | 0DNF0  |
| —         | John Ceniza         | Filippinerna     | 125       | 125       | 125       | —         | —         | —         | —         | —         | 0DNF0  |